# Takako Fuji
Takako Fuji (藤 貴子 Fuji Takako?), ( * Tokio, Japón, 27 de julio de 1972) es una actriz, bailarina clásica, contorsionista y seiyū japonesa con fuertes lazos teatrales. Es conocida por su interpretación de Kayako Saeki en las secuelas japonesas de Ju-on y las adaptaciones estadounidenses de The Grudge (a excepción de The Grudge 3), todos dirigidos por el cineasta japonés Takashi Shimizu (también a excepción de The Grudge 3) 

## Biografía
Takako es una actriz bilingüe en japonés e inglés, miembro de la Ein Theatrical Company; estudió actuación en la Aoyama Gakuin University. Usualmente no aparece en escena o realiza diálogos, pero su gran debut en la pantalla fue como Kayako Saeki, el fantasma vengativo en el cortometraje Katasumi, que es parte de la colección Gakkô no kaidan G, en el año 1998. También ha realizado voice-overs (voz superpuesta) en su idioma natal.
Se casó por primera y única vez, con un co-miembro de la Ein Theatrical Group, Watanabe Joji, desde enero del año 2000 hasta octubre de 2005.
Recientemente fue vista en la película The iDol en el 2006. 

### Importancia de Kayako Saeki en su carrera artística
Representó este papel en cada episodio siguiente de las series de Ju-on. Esta serie fue tan asombrosamente exitosa que logró una adaptación estadounidense llamada The Grudge. La película estadounidense, es de hecho la segunda adaptación de la película Ju-on. Ju-on fue originalmente producido directamente para una película en video home, como en la mayor parte de las películas que Disney estrena, una secuela fue también producida de manera semejante, en Japón, estos estrenos son conocidos como V-Cinema. Después de esa, el mismo director, Takashi Shimizu, fue detrás y rehízo la original Ju-on para un estreno en cine más amplio, así como Ju-on 2. Incluso puso escena adaptadas en Estados Unidos para ambas películas como The Grudge y The Grudge 2. Muchos fanáticos ven la original película de televisión Ju-on como la "mejor" de las seis películas, aunque nunca se ha dado un verdadero estreno estadounidense. 
Takako Fuji también ha indicado que ella está un poco cansada de su papel como Kayako Saeki, puesto que ha desempeñado el mismo papel por bastantes años. Asimismo, admitió que a veces es duro mantenerse motivada, puesto que ella ha realizado este papel por seis veces. Durante una entrevista, la actriz explicó cómo el set era muy diferente del set de su país original. Ella indicó que en el set estadounidense ellos tienen más trabajo a diferencia del set japonés.

## Filmografía

### Como seiyū
- Mononoke-hime (1997) como Mujer en la ciudad del hierro.

- Crest of the Stars (TV) (1999) como Gyumuryua.[4]

### Cortometrajes
- Gakkô no kaidan G (historia 'Katasumi') (1998) como Atacante de Hisayo y Kanna.

### Largometrajes
- Ju-on (2000) como Kayako Saeki/esposa de Takeo/madre de Toshio/el fantasma.

- Ju-on 2 (2000) como Kayako Saeki/esposa de Takeo/madre de Toshio/el fantasma.

- Ju-on: The Grudge (2003) como Kayako Saeki.

- Ju-on: The Grudge 2 (2003) como Kayako Saeki.

- The Grudge (2004) como Kayako Saeki.

- Semishigure (2005)

- Rinne (2005) como Camarera del hotel.

- The iDol (2006) como Rika.

- The Grudge 2 (2006) como Kayako Saeki.

### Voice-over performance
- CSI: Miami

- Yo soy Betty, la fea

- Monk

- Armageddon (versión video)

## Trivia
- Otro trabajo en el que se ha desempeñado como una mujer fantasma ha sido en Katei Hamoun (1998).[5]